# Terremoto de Amasya y Çorum de 1598
El terremoto de Amasya y Çorum de 1598 devastó el centro norte de Anatolia durante el mes de mayo de 1598. El terremoto destruyó las ciudades de Amasya y Çorum, matando al menos a 60.000 personas. Un tsunami acompañó al terremoto, ahogando a muchas personas a lo largo de la costa del Mar Negro de la actual Turquía. Varios miles de personas se ahogaron cuando el tsunami avanzó hacia las ciudades y pueblos costeros. El tsunami inundó hasta una milla tierra adentro. En el golfo entre Sinop y Samsun, el tsunami tuvo una altura de ola de 1 metro. Se cree que el tsunami fue el resultado de un deslizamiento de tierra submarino. Poco se sabe sobre los daños del terremoto debido a los escasos registros históricos; se desconoce el alcance total de la destrucción. Se cree que fue el resultado de la ruptura a lo largo de la Falla de Anatolia del Norte, pero los segmentos específicos que estuvieron involucrados no pudieron identificarse debido a la información limitada. Es poco probable que hubiera una ruptura de la superficie involucrada. Se estimó una magnitud de onda superficial de 6,7 y una longitud de ruptura de 22 kilómetros.